# Ла-Террас
Ла-Террасс (фр. La Terrasse) — коммуна во Франции, находится в регионе Рона — Альпы. Департамент коммуны — Изер. Входит в состав кантона Муаян Грезиводан. Округ коммуны — Гренобль.
Код INSEE коммуны — 38503. Население коммуны на 2012 год составляло 2418 человек. Населённый пункт находится на высоте от 229  до 1 045  метров над уровнем моря. Муниципалитет расположен на расстоянии около 480 км юго-восточнее Парижа, 100 км юго-восточнее Лиона, 23 км северо-восточнее Гренобля. Мэр коммуны — Philippe Volpi, мандат действует на протяжении 2014—2020 гг.
Динамика населения (INSEE):